# Ksar Tachaouit
Ksar Tachaouit (en arabe : قصر تاشاويت) est un village fortifié dans la province de Midelt, région de Draa-Tafilalet au Maroc .